# İlyas Salman
İlyas Salman  (* 14. Januar 1949 in Arapgir, Malatya) ist ein türkischer Schauspieler, Filmregisseur, und Autor.

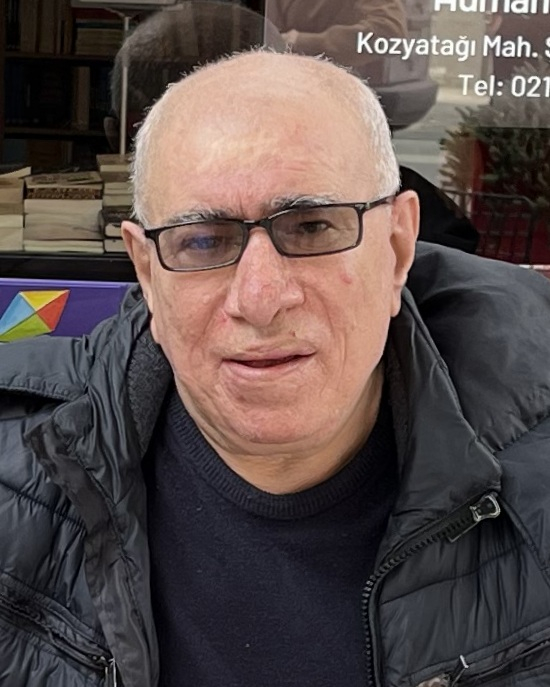
İlyas Salman

## Leben
İlyas Salman kam im Jahr 1949 als Sohn eines Lastenträgers (türkisch hamal) auf die Welt. Als Ältester von elf Geschwistern wuchs er in ärmlichen Verhältnissen auf. Er legte an der Turan-Emeksiz-Schule in Malatya sein Abitur ab und studierte am Konservatorium für Schöne Künste, wo er im letzten Semester wegen seiner linksradikalen Überzeugung exmatrikuliert wurde. Er lernte Schauspiel am Theater in Istanbul und nahm später auch Rollen in Kinofilmen an. İlyas Salman spielte oft die Rolle des Bauern, der in die Großstadt kommt und dort ums Überleben kämpft. Oft ist er auch in der Rolle des Underdogs oder des naiven Landbewohners zu sehen.
Seine Filme sind meistens Komödien. In seinen Filmen spielte er oft mit Kemal Sunal und Şener Şen, mit denen er auch privat eng befreundet war, zusammen. Dabei spielte er oft einen Konkurrenten von Kemal Sunal und wetteiferte etwa um dieselbe Frau.
Er ist auch als Autor tätig. Eines seiner bekanntesten Werke ist sein Buch Hasretim Sansürlüdür. Außerdem schreibt er in der Zeitschrift Türksolu, einer kemalistischen und links-nationalistischen Zeitschrift.
İlyas Salman ist verheiratet und hat eine Tochter namens Devrim sowie einen Sohn Temmuz Ali. Er lebt im Dorf Asar im Landkreis Arguvan. Eine ihm vielfach nachgesagte kurdische Abstammung hat er mehrfach öffentlich verneint und stattdessen sich als alevitischer Turkmene bezeichnet.

## Filme

### Schauspieler
| - 1977: Çöpçüler Kralı - 1977: Baskın - 1978: Sultan - 1978: Kibar Feyzo - 1978: Hababam Sınıfı Dokuz Doğuruyor - 1979: Erkek Güzeli Sefil Bilo - 1980: Yedi Kocalı Hürmüz - 1980: Talihli Amele - 1980: Banker Bilo - 1980: İbişo - 1980: Beş Parasız Adam - 1981: Hababam Sınıfı Güle Güle - 1981: Çirkinler de Sever - 1982: Dolap Beygiri - 1982: Çiçek Abbas - 1982: Sarı Mercedes - 1983: Aptal Kahraman - 1983: Şaşkın Ördek - 1983: Şekerpare - 1984: Kızlar Sınıfı - 1985: Ya Ya Ya Şa Şa Şa - 1985: Uyanıklar Dünyası - 1985: Ekmek Elden Su Gölden - 1985: Para Babası - 1985: Fakir Milyoner - 1985: Sarı Öküz Parası - 1985: Köfteci Holding - 1985: Deliye Hergün Bayram - 1986: Arap Bilo - 1986: Sen Neymişsin Be Abi - 1986: Karaman'ın Koyunu - 1986: Ben Milyoner Değilim | - 1986: Ava Giden Avlanır - 1987: Aşk Peşinde - 1987: Gönlü Bol - 1987: Fikrimin İnce Gülü/Sarı Mercedes - 1988: Keklik Ali - 1988: Aptal Aşık - 1989: Afacan - 1989: Kınalı Hanzo - 1990: Aile Bağları - 1990: Zavallı - 1993: Kızlar Sınıfı - 1993: Mercedes, mon amour - 1994: Sarhoş - 1994: Talihsiz Bilo - 1994: Yoksa Yaşlandım mı? - 1995: Naylon Karı - 1995: Antika Kabadayı - 1995: Karımı Aldatamam - 1995: Tek Ayaklı Kuşlar - 1995: Rambo Ramiz - 1997: Yasemince - 1997: Tatil Belası - 1998: Gülerken Ağladık - 2001: Fakiro - 2003: Sen Hiç Güneşte Üşüdün mü? - 2003: Güneş de Karanlığa Düşer - 2006: Sis ve Gece - 2006: Adressiz Sorgular - 2008: Ölüm Çiçekleri-Saraybosna - 2008: Çıngıraklı Top - 2014: Die Maisinsel - 2022: Elif Ana |

### Regisseur
- 1990: Zavallı
- 1990: Aile Bağları

## Diskografie

### Alben
- 1990: Doğdukları Yerde Doymayanlar
- 1991: Aramayın Beni Başka Yerde
- 1995: İnadına Türküler
- 1996: Yaram Sızlar
- 1997: Türkülerimiz Var Söylenecek
- 2002: Söze Güneş Doğdu

### Kompilationen
- 2006: Best of

### Singles (Auswahl)
- 1990: Güle Güle Gül Hanım
- 2002: Şu Tepe Pullu Tepe
- 2002: Kayanın Dibinde Malmı Yayılır